# Joseph Caillaux
Joseph-Marie-Auguste Caillaux (výslovnost [ʒɔzɛf kajo]; 30. března 1863 Le Mans – 22. listopadu 1944 Mamers) byl francouzský politik. Jeho otec Eugène Caillaux byl ministrem ve vládách Julese Dufaureho a Alberta Victora de Broglie.
Byl členem Radikální strany, v roce 1898 byl zvolen do parlamentu a sedmkrát zastával funkci ministra financí (1899–1902, 1906–1909, 1911, 1913–1914, 1925, 1926 a 1935). V letech 1911–1912 byl předsedou vlády. Během jeho působení ve funkci nastala druhá marocká krize, kterou ukončil dohodou o odstoupení Nového Kamerunu Německu výměnou za sféru vlivu v Maroku, což mu vyneslo kritiku nacionalistických kruhů a vedlo k jeho odvolání.
V březnu 1914 uveřejnil deník Le Figaro milostné dopisy, které psal Caillaux své druhé ženě Henriette v době, kdy ještě žil se svou první ženou. Henriette poté přišla do redakce listu a zastřelila šéfredaktora Gastona Calmetta. U soudu byla osvobozena s odvoláním na její psychickou labilitu. Skandál však oslabil Caillauxovu politickou pozici a v květnu 1914 ho prezident Raymond Poincaré odmítl pověřit sestavením vlády, přestože radikálové vyhráli volby.
Caillaux vystupoval proti účasti Francie v první světové válce. V roce 1918 byl zbaven poslaneckého mandátu, zatčen a souzen za vlastizradu a korupci. Ačkoli proti němu nebyly předloženy spolehlivé důkazy, byl odsouzen ke ztrátě občanských práv a vypovězen z Paříže. V roce 1924 byl rehabilitován a vrátil se do politiky, v roce 1925 byl zvolen senátorem. Ve třicátých letech se názorově posunul doprava a hlasoval pro nedůvěru vládě Lidové fronty. V období mnichovské krize podporoval Édouarda Daladiera, po příchodu německých okupantů ukončil politickou činnost a dožil v ústraní.